# Marco König
Marco König (* 1. Juli 1995 in Kaiserslautern) ist ein deutscher Radrennfahrer, der auf der Straße und im Cyclocross aktiv ist.

## Sportliche Laufbahn
2005, im Alter von zehn Jahren, begann Marco König, Rennen für Schüler zu fahren und entschied bald erste Wettbewerbe für sich. 2013 wurde er zweifacher deutscher Junioren-Meister, im Straßenrennen und im Querfeldeinrennen. Er startete auch bei den Straßen-Weltmeisterschaften in Florenz und belegte im Straßenrennen der Junioren Rang 59.
2014 und 2015 startete König für das Leopard Development Team. Ab 2016 konzentrierte er sich auf Querfeldeinrennen und absolvierte parallel eine Ausbildung zum Mechatroniker bei Opel.
Für die Saison 2021 erhielt er einen Vertrag beim Team Bike Aid. Im April des Jahres startete er erstmals wieder bei einem Straßenrennen.

## Ehrungen
2013 wurde Marco König deutscher Junioren-Radsportler des Jahres.